# Bandeira de Londres
A bandeira da Cidade de Londres baseia-se no desenho da bandeira da Inglaterra, que ostenta a Cruz de São Jorge sobre fundo branco, com uma espada  também vermelha com a lâmina voltada para cima no cantão (o quarto superior esquerdo). Acredita-se que a espada represente aquela que foi usada para decapitar São Paulo, padroeiro da cidade.
Essa bandeira não representa a Grande Londres (que atualmente não possui bandeira própria), apenas a Cidade de Londres histórica que tem área aproximada de uma milha quadrada (2,6 km²). Todas as referências nesse artigo devem ser entendidas como referindo-se a esta cidade e não a Grande Londres, salvo se especificado.

## Simbolismo
- A cruz de São Jorge faz referência ao santo padroeiro do país, que, segundo a lenda, salvou uma princesa de um dragão e com o seu sangue fez um sinal da cruz em seu escudo branco;
- A espada representa São Paulo, o santo padroeiro da cidade.[1][2]